# Mijamoto Musaši (film)
Mijamoto Musaši (japonsko 宮本武蔵, Hepburn Miyamoto Musashi) je japonski samurajski film iz leta 1954, ki ga je režiral Hiroši Inagaki in je zanj tudi napisal scenarij skupaj s Tokuheijem Vakaom. Posnet je po romanu Musaši Eidžija Jošikave iz leta 1935 in prikazuje življenje znamenitega japonskega mečevalca Mijamota Musašija, ki ga igra Toširo Mifune.
Film je bil premierno prikazan 26. septembra 1954 in je naletel na dobre ocene kritikov. Na 28. podelitvi je prejel častnega oskarja kot najboljši tujejezični film, predhodnik oskarja za najboljši mednarodni celovečerni film. Posnet je v tehniki eastmancolor in je prvi iz Samurajske trilogije, ki jo zaključujeta filma  Zoku Miyamoto Musashi: Ichijôji no kettô (1955) in Miyamoto Musashi kanketsuhen: kettô Ganryûjima (1956).

## Vloge
- Toširo Mifune kot Mijamoto Musaši oz. Takezo
- Rentaro Mikuni kot Honiden Matahači
- Kuroemon Onoe kot duhovnik Takuan (Takuan Soho)
- Kaoru Jačigusa kot Ocu
- Mariko Okada kot Akemi
- Micuko Mito kot Oko
- Eiko Mijoši kot Osugi
- Akihiko Hirata kot Seidžuro Jošioka
- Kusuo Abe kot Temma Cudžikaze
- Eitaro Ozava kot Terumasa Ikeda
- Akira Tani kot Kavarano-Gonroku
- Seidžiro Onda kot glavni uradnik
- Fumito Macuo kot pomočnik uradnika 1
- Masanobu Okubo kot pomočnik uradnika 2
- Džiro Kumagai kot vaščan 1
- Akira Sera kot vaščan 2
- Jasuhisa Cucumi kot vaščan 3
- Jutaka Sada kot vojak 1
- Šigeo Kato kot vojak 2
- Džuničiro Mukai kot vojak 3
- Kijoši Kamoda kot vojak veslač 1
- Mičio Sakurai kot vojak veslač 2
- Kjoro Sakurai kot vojak veslač 3
- Masao Masuda kot gozdar
- Daisuke Kato
- Kanta Kisaragi
- Jošio Kosugi
- Sodžin Kamijama